# Motokiyo Zeami
Motokiyo Zeami (jap. 世阿弥 元清 Zeami Motokiyo; ur. 1363 lub 1364 – zm. 1443 lub 1444, znany także jako Motokiyo Kanze) – japoński dramaturg, aktor i teoretyk teatru. Jeden z twórców klasycznego teatru japońskiego nō, którego zasady skodyfikował w traktatach dotyczących teorii teatru i estetyki. Spod jego pióra wyszło wiele, granych do dziś, najważniejszych sztuk w teatrze japońskim. 

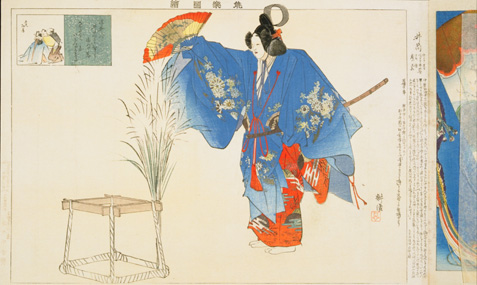
Kōgyo Tsukioka (1869-1927), ilustracja do sztuki Zeamiego pt.: Izutsu (Studnia)

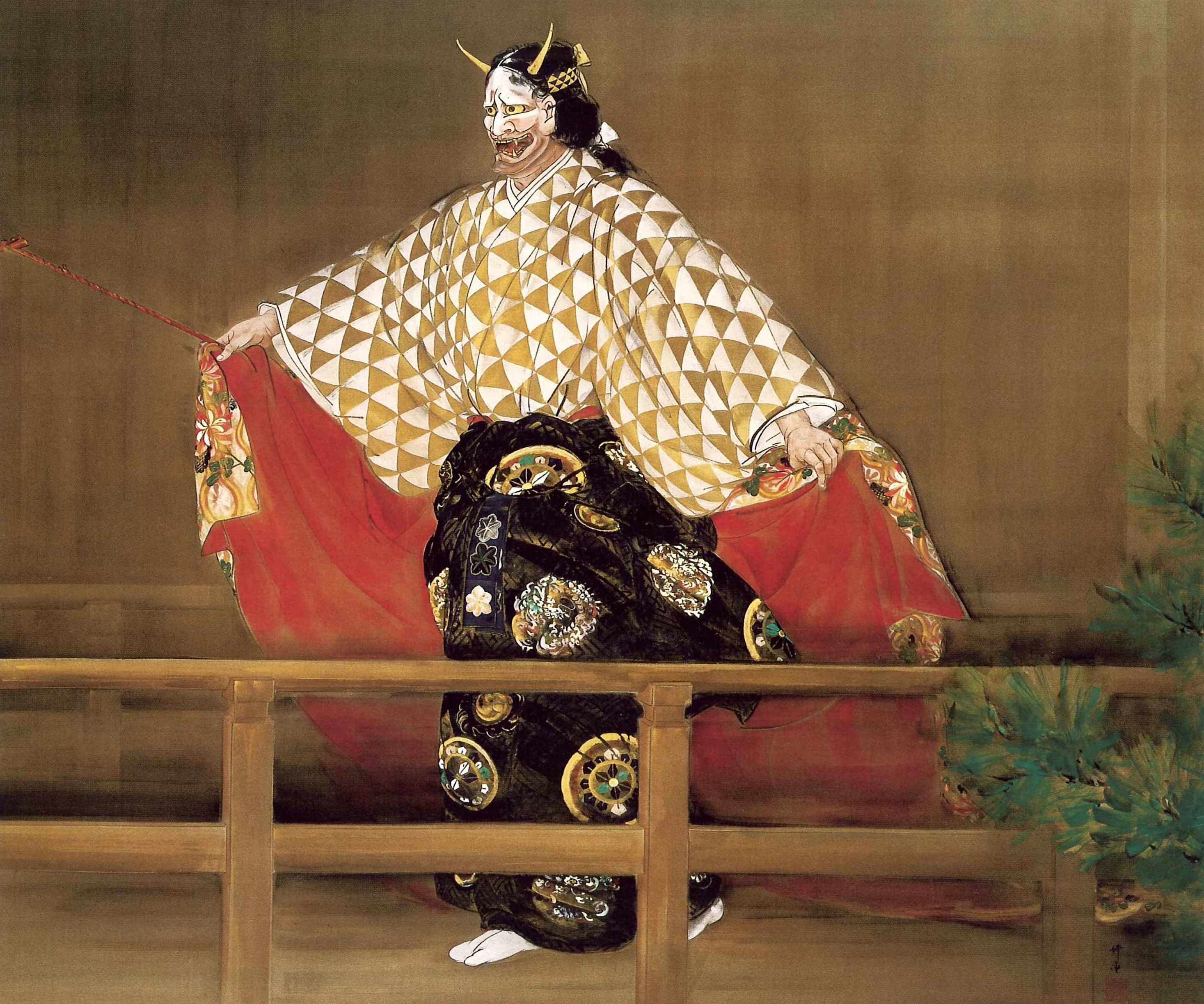
Kōgyo Tsukioka, ilustracja do sztuki Zeamiego pt.: Świątynia Dōjō-ji, malunek na jedwabiu

Zeami jest imieniem artystycznym, które przyjął dopiero w 1402 roku. W dzieciństwie nosił wiele imion, gdy dorósł otrzymał imię Motokiyo.
Po śmierci ojca w 1384 roku przejął kierowanie zespołem teatralnym Yūzaki-za, przemianowanym następnie na Kanze-za. Przypuszcza się, że występował z zespołem głównie w Kioto i okolicy. Jego możnym patronem był siogun Yoshimitsu Ashikaga. Pozwoliło to Zeamiemu na odejście od form schlebiających niewybrednym gustom szerokiej publiczności i stworzenie doskonalszej formy zwanej sarugaku-nō, która zapoczątkowała dojrzały teatr nō, wyrafinowany i wyrażający w japońskiej estetyce ważne pojęcie yūgen. Słowo to oznacza subtelny urok, elegancję, wdzięk i wytworność gry aktorskiej oraz nawiązanie do walorów estetycznych tradycji dworskiej okresu Heian, ale także coś tajemniczego, trudnego do opisu słowami.
Na początku XV wieku Zeami napisał około dwudziestu traktatów. Najważniejszym z nich był Fūshikaden (Księga o przekazywaniu kwiatu, kształtu i stylu, 1400), gdzie spisał reguły podyktowane mu przez jego ojca, Kan’ami, dotyczące istoty teatru nō. Główna zasada, zapewniająca doskonałość przedstawieniu, polega na zgodności pomiędzy aktorem a publicznością, co zakłada, że aktor musi dobrze znać samego siebie, własne ograniczenia, technikę gry, a także trafnie ocenić publiczność, którą ma przed sobą. Spełnienie tych warunków gwarantuje rozwinięcie się hana, „kwiatu” oznaczającego wyjątkową i atrakcyjną grę aktora. Metafora, koncepcja „kwiatu” jest niezwykle niejednoznaczna. Fizyczne i psychiczne przekraczanie granic w wykonaniu nō umożliwia emocjonalne zaangażowanie widowni w dramatycznej przestrzeni, realizując jej utajone pragnienia i marzenia na scenie, estetyczny moment postrzegany przez widzów jako „kwiat”.